# Helsinki Open
Die Helsinki Open sind die offene internationale Meisterschaften von Finnland im Badminton. Sie werden seit 2007 in einem jährlichen Rhythmus ausgetragen. Sie sind das bedeutendste internationale Badmintonturnier in Finnland nach den Finnish Open und den Finnish International.

## Die Sieger
| Saison | Herreneinzel             | Dameneinzel        | Herrendoppel                     | Damendoppel                                    | Mixed                             |
| ------ | ------------------------ | ------------------ | -------------------------------- | ---------------------------------------------- | --------------------------------- |
| 2007   | Ville Lång               | Saara Hynninen     | Petri Hyyryläinen Tuomas Karhula | Marina Andrievskaia Jelena Sucharewa           | Tuomas Nuorteva Maria Väisänen    |
| 2008   | Tuomas Palmqvist         | Elina Väisänen     | Kasper Lehikoinen Salim Sameon   | Saara Hynninen Leena Löytömäki                 | Nikolai Ukk Ksenia Polikarpova    |
| 2009   | Ville Lång               | Viivi Brandt       | Pekka Ryhänen Antti Viitikko     | Mathilda Lindholm Jenny Nyström                | Jesper von Hertzen Jenny Nyström  |
| 2010   | Eetu Heino               | Karoliine Hõim     | Wiktor Maljutin Nikolai Ukk      | Jelena Dubowenko Ksenia Polikarpova            | Eetu Heino Karoliine Hõim         |
| 2011   | Ville Lång               | Ksenia Polikarpova | Maxim Dantschenko Andrei Iwanow  | Anastassija Charlampowitsch Ksenia Polikarpova | Andrei Iwanow Olga Golovanova     |
| 2012   | Ville Lång               | Airi Mikkelä       | Anton Kaisti Joonas Korhonen     | Mathilda Lindholm Jenny Nyström                | Anton Kaisti Jenny Nyström        |
| 2013   | Kasper Lehikoinen        | Ksenia Polikarpova | Denis Grachev Sergey Sirant      | Karoliine Hõim Ksenia Polikarpova              | Denis Grachev Ksenia Polikarpova  |
| 2014   | keine Daten              | keine Daten        | keine Daten                      | keine Daten                                    | keine Daten                       |
| 2015   | Anton Kaisti             | Getter Saar        | Marko Pyykönen Pekka Ryhänen     | Tuuli Härkönen Anna Paavola                    | Anton Kaisti                      |
| 2016   | Kasper Lehikoinen        | Sonja Pekkola      | Anton Kaisti Jesper von Hertzen  | Sonja Pekkola Getter Saar                      | Anton Kaisti Karoliine Hõim       |
| 2017   | Mika Köngäs              | Anna Paavola       | Oskari Larkimo Tuomas Nuorteva   | Tuuli Härkönen Elina Niiranen                  | Tuomas Nuorteva Karoliine Kaisti  |
| 2018   | Kasper Lehikoinen        | Helina Rüütel      | Miika Lahtinen Jere Övermark     | Helina Rüütel Liisa-Lotta Tannik               | Kristjan Kaljurand Helina Rüütel  |
| 2019   | Kasper Lehikoinen        | Nella Siilasmaa    | Anton Monnberg Jesper Paul       | Mathilda Lindholm Jenny Nyström                | Julius von Pfaler Jenny Nyström   |
| 2020   | Iikka Heino              | Nella Nyqvist      | Anton Monnberg Anton Kaisti      | Mathilda Lindholm Jenny Nyström                | Anton Kaisti Inalotta Suutarinen  |
| 2021   | Ananda Galvani Daniswara | Nella Nyqvist      | Jesper Paul Anton Kaisti         | Mathilda Lindholm Jenny Nyström                | Anton Kaisti Inalotta Suutarinen  |
| 2022   | Juuso Kuoppala           | Isabel Wang        | Jarmo Raninen Lauri Valli        | Emilia Ojala Paula Oksanen                     | Emmi Heikkinen Jesper von Hertzen |
| 2023   | Arto Lahtinen            | Ananya Kandala     | Phuc Le Vinh Jaakko Mäenpää      | Johanna Jussila Johanna Rajasärkkä             | Jani Laitinen Laura Jalli         |
| 2024   | Julius von Pfaler        | Sofia Reinikainen  | Teemu Lahtinen Eero Lauri        | Viivi Brandt Linnea Vainula                    | Tomi Karttunen Silja Soikkeli     |